# 太斯米

太斯米書法(1)

太斯米書法(2)

太斯米（阿拉伯语：التسمية，转写：at-tasmīyyah）是一個阿拉伯語音譯名詞，或譯泰斯米，又有毕斯米、毕斯米拉（转写：al-basmalah 或 ，转写：al-bismi-ʾllāh），意為“誦真主之名”。而太斯米的内容是(Bismillāhi r-raḥmāni r-raḥīm)，意為“奉至仁至慈的真主之名”。太斯米在古兰经中，是除第九章外每一章的第一句。
这句话也是穆斯林各种行为开始前要念诵的语句。太斯米在Unicode字符中以合字的方式呈現，编码为U+FDFD（﷽‎），也是大多数字体中最长的单字字符。

## 名稱

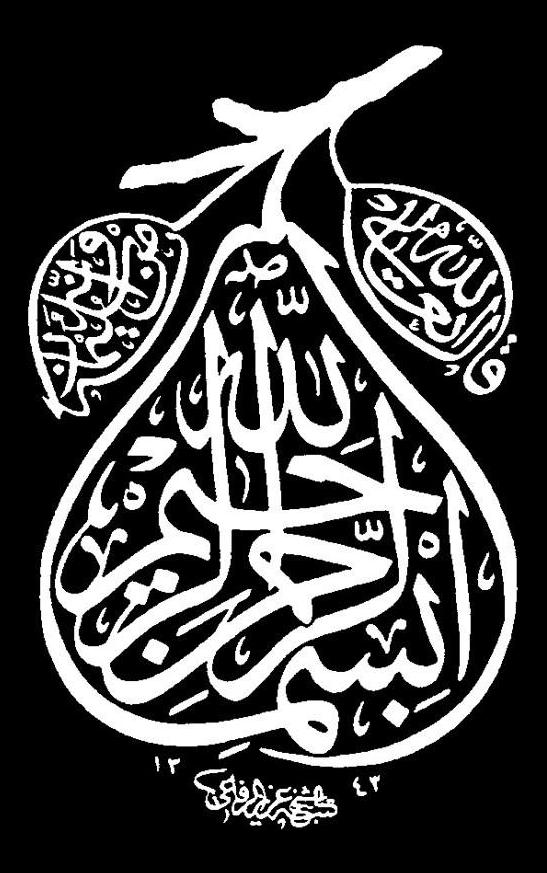
梨子形狀的太斯米書法

太斯米的開頭念做“畢斯米拉”（bismi-llāhi...），這個片語實際上以四個子音為詞根，即“b-s-m-l”（ب س م ل），可派生出相關的詞。另外，“一切讚頌，全歸真主”（Alhamdulillah）的派生方式則和“畢斯米拉”一樣，以四個子音為基礎。

## 《古蘭經》裡的使用
太斯米在古蘭經中除第九章“忏悔章”外，每章皆以此句話為開頭。太斯米也因此常被視為《古蘭經》每一章的第一節經文，但根據波斯學者泰伯里的說法，太斯米不屬於正式的經文。在古蘭經第一章“開端章”裡，太斯米也在經文開頭出現，但屬於正式的經文。
整部《古蘭經》共114章，雖然第九章“懺悔章”的開頭沒有太斯米，但《古蘭經》全部的太斯米仍然是114個。因為第九章不見的太斯米實際上在第二十七章“螞蟻章”的第三十節。本節經文講的是蘇萊曼函寄賽伯邑女王的信件的內容包括了太斯米字樣。

## 詳細意義
太斯米對穆斯林來說很有意義。穆斯林在做任何事之前都要口誦太斯米，以示行为的合法性，也是祈愿事情可以顺利进行。太斯米也是阿拉伯文書法最常見的題材，比清真言還要流行。整句完整的太斯米包括三個名詞：真主、至仁的、永仁的。這三個名詞是伊斯蘭傳統上“真主的九十九個尊名”的前三個，其中至仁和永仁兩個詞都是派生自同一個詞根R-Ḥ-M”，亦即“憐憫”之意。
一般太斯米的中文譯為“奉至仁至慈的真主之名”，而英文譯為“In the name of God, the Most Gracious/Compassionate, the Most Merciful”（定冠詞有時省略）。但根據詞根 R-Ḥ-M 派生出來的 ar-raḥīm除了有“憐憫”之意，同時也指出了時間上的永恆。因此中文最好的翻譯是 “奉至仁永仁的真主之名”或更傳統的譯法“奉特慈普慈的真主之名”，而英文最好的譯法是“In the name of God, the Most Merciful, the Ever Merciful”。

## 阿拉伯基督徒的用法
使用阿拉伯語的基督徒有時也會使用太斯米，等同於基督教三一禱辭“奉聖父、聖子、聖靈之名”（bismi-l-'abi wa-l-ibni wa-r-rūḥi l-qudusi）。這種禱告方式出自馬太福音（28:19）。

## 數值進位
阿拉伯28個字母的排序有兩種方式。第一種方式是最常見的，按照Alif ا, ba ب, ta ت, tha ث 的順序排列。另一種方式是阿布賈德數字，給每個字母加以編號，從小排到大，可以進行數值進位。如果依照阿布賈德數字每個字母的數值來加總太斯米19個字母，可得2+60+40+1+30+30+5+1+30+200+8+40+50+1+30+200+8+10+40=786。
在印度次大陸，阿布賈德數字頗為流行。在印度和巴基斯坦，有些人乾脆直接把786當做太斯米的代號。他們使用這個代號來避免提及真主的名諱，同時也可避免把古蘭經的經文書寫在普通的紙張上。然而，這種習俗不僅在穆罕默德時代沒有人這樣做，直到現在也沒有被穆斯林所普遍接受。

## 文藝
在伊斯蘭國家的憲法也常以太斯米為開頭。
伊朗政府批准皇后樂隊的專輯《歌劇之夜》於2004年八月在該國發行，因為專輯收錄的歌曲〈波希米亞狂想曲〉屢次提到太斯米這個字。

## Unicode
在Unicode字符中，太斯米以合字的方式呈現，编码为U+FDFD（﷽‎），属于阿拉伯字母表达形式-A区，这也是大多数字体中最长的单字字符。包含在乌尔都语键盘中。
| Unicode   | Unicode  | Unicode             | Unicode                        | Unicode                | Unicode              |
| utf-8编码 | 呈现符号 | unicode中的名字     | 转写                           | 阿拉伯语               | 意思                 |
| --------- | -------- | ------------------- | ------------------------------ | ---------------------- | -------------------- |
| &#65021;  | ﷽        | Arabic sign Basmala | Bi-smi llāhi r-raḥmāni r-raḥīm | بسم الله الرحمن الرحيم | 奉至仁至慈的真主之名 |

## 外部連結
- （英文） 道太斯米的美德與時機 - 以聖訓為例
- Bismillah Samples（页面存档备份，存于）, a collection of bismillah art-forms.
- Bismallah in Tadabbur-i-Qur'an.
- Meaning of Bismillah（页面存档备份，存于）
- Beyond Probability（页面存档备份，存于）, God's Message in Mathematics. Series 1: The Opening Statement of the Quran (The Basmalah).
- The Blessed Basmala（页面存档备份，存于） - Seeking a healing cure by means of Basmala, the pure